# 貝蒂山
貝蒂山（Mount Betty）是一座俯瞰著南極洲的羅斯冰架的小山峰，其位於阿蒙森海岸，屬於毛德王后山脈的一部分，在1911年11月由挪威極地探險家羅爾德·阿蒙森發現，現時由南極條約體系管理。

## 歷史遺跡
在貝蒂山上有名為「阿蒙森之石」（Amundsen’s  cairn），1912年1月6號由阿蒙森在毛德王后山脈的貝蒂山建立而得名。